# 小翼法螺
小翼法螺（学名：Gyrineum pulchrum），是异足目法螺科翼法螺属的一种。主要分布于台湾，常栖息在浅海沙底。